# بوخ ام والد
بوخ ام والد (به آلمانی: Buch am Wald) یک شهر در آلمان است که در آنسباخ واقع شده‌است.